# Койра (озеро)
Койра — пресноводное озеро на территории Кестеньгского сельского поселения Лоухского района Республики Карелии.

## Общие сведения
Площадь озера — 1,5 км². Располагается на высоте 117,3 метров над уровнем моря.
Форма озера треугольная. Берега в меру изрезанные, каменисто-песчаные, местами заболоченные.
С северной стороны озера вытекает безымянный водоток, впадающий в губу Ламбаш Топозера.
С востока и юга к озеру подходит автозимник.
Населённые пункты вблизи водоёма отсутствуют.
Код объекта в государственном водном реестре — 02020000411102000000193.